# Canton de Charleville-Mézières-1
Le canton de Charleville-Mézières-1 est une circonscription électorale française du département des Ardennes, créée par le décret du 21 février 2014 et entrée en vigueur lors des élections départementales de 2015.

## Histoire
Un nouveau découpage territorial des Ardennes entre en vigueur en mars 2015, défini par le décret du 13 février 2014, en application des lois du 17 mai 2013 (loi organique 2013-402 et loi 2013-403). Les conseillers départementaux sont, à compter de ces élections, élus au scrutin majoritaire binominal mixte. Les électeurs de chaque canton élisent au Conseil départemental, nouvelle appellation du Conseil général, deux membres de sexe différent, qui se présentent en binôme de candidats. Les conseillers départementaux sont élus pour 6 ans au scrutin binominal majoritaire à deux tours, l'accès au second tour nécessitant 12,5 % des inscrits au 1er tour. En outre la totalité des conseillers départementaux est renouvelée. Ce nouveau mode de scrutin nécessite un redécoupage des cantons dont le nombre est divisé par deux avec arrondi à l'unité impaire supérieure si ce nombre n'est pas entier impair, assorti de conditions de seuils minimaux. Dans les Ardennes, le nombre de cantons passe ainsi de 37 à 19. Le canton de Charleville-Mézières-1 fait partie des 10 nouveaux cantons du département, les 9 autres cantons portant la dénomination d'un ancien canton, mais avec des limites territoriales différentes.

## Représentation
| Période élective | Période élective | Mandat | Mandat   | Identité        | Nuance | Nuance | Qualité |
| ---------------- | ---------------- | ------ | -------- | --------------- | ------ | ------ | --- |
| 2015             | 2021             | 2015   | 2021     | Michel Normand  |        | DVD    | Maire de Belval, Vice-Président d'Ardenne Métropole chargé des déchets                                                                                      |
| 2015             | 2021             | 2015   | 2021     | Nathalie Robcis |        | UDI    | Enseignante à l'école de musique de Charleville-Mézières, adjointe au maire chargée de la culture depuis 2020 Déléguée départementale de l'UDI des Ardennes |
| 2021             | 2028             | 2021   | en cours | Michel Normand  |        | DVD    | Conseiller sortant |
| 2021             | 2028             | 2021   | en cours | Nathalie Robcis |        | HOR    | Conseillère sortante Adjointe au Maire de Charleville-Mézières déléguée aux Affaires culturelles et relations internationales                               |

### Résultats détaillés

#### Élections de mars 2015
À l'issue du 1er tour des élections départementales de 2015, deux binômes sont en ballottage : Michel Normand et Nathalie Robcis (Union de la Droite, 32,22 %) et Virginie Diseur et Guillaume Luczka (FN, 31,68 %). Le taux de participation est de 43,73 % (4 285 votants sur 9 799 inscrits) contre 48,72 % au niveau départemental et 50,17 % au niveau national.
Au second tour, Michel Normand et Nathalie Robcis (Union de la Droite) sont élus avec 63,09 % des suffrages exprimés et un taux de participation de 43,8 % (2 444 voix pour 4 292 votants et 9 798 inscrits).

#### Élections de juin 2021
Le premier tour des élections départementales de 2021 est marqué par un très faible taux de participation (33,26 % au niveau national). Dans le canton de Charleville-Mézières-1, ce taux de participation est de 26,16 % (2 293 votants sur 8 766 inscrits) contre 31,87 % au niveau départemental. À l'issue de ce premier tour, deux binômes sont en ballottage : Michel Normand et Nathalie Robcis (DVD, 48,49 %) et Vincent Gibaru et Brigitte Paquet (RN, 26,51 %).
Le second tour des élections est marqué une nouvelle fois par une abstention massive équivalente au premier tour. Les taux de participation sont de 34,3 % au niveau national, 32,73 % dans le département et 28,18 % dans le canton de Charleville-Mézières-1. Michel Normand et Nathalie Robcis (DVD) sont élus avec 68,79 % des suffrages exprimés (1 534 voix pour 2 471 votants et 8 768 inscrits),,.

## Composition
| Nom                                          | Code Insee | Intercommunalité     | Superficie (km2) | Population (dernière pop. légale)                | Densité (hab./km2) | Modifier                                    |
| -------------------------------------------- | ---------- | -------------------- | ---------------- | ------------------------------------------------ | ------------------ | ------------------------------------------- |
| Charleville-Mézières (bureau centralisateur) | 08105      | CA Ardenne Métropole | 31,44            | Fraction : 10 039 (2022) Commune : 45 634 (2022) | 1 451              | modifier les données · modifier les données |
| Belval                                       | 08058      | CA Ardenne Métropole | 4,94             | 226 (2022)                                       | 46                 | modifier les données · modifier les données |
| Cliron                                       | 08125      | CA Ardenne Métropole | 6,18             | 412 (2022)                                       | 67                 | modifier les données · modifier les données |
| Fagnon                                       | 08162      | CA Ardenne Métropole | 9,98             | 341 (2022)                                       | 34                 | modifier les données · modifier les données |
| Haudrecy                                     | 08216      | CA Ardenne Métropole | 3,36             | 328 (2022)                                       | 98                 | modifier les données · modifier les données |
| Prix-lès-Mézières                            | 08346      | CA Ardenne Métropole | 5,08             | 1 387 (2022)                                     | 273                | modifier les données · modifier les données |
| Tournes                                      | 08457      | CA Ardenne Métropole | 8,26             | 1 058 (2022)                                     | 128                | modifier les données · modifier les données |
| Warcq                                        | 08497      | CA Ardenne Métropole | 9,19             | 1 280 (2022)                                     | 139                | modifier les données · modifier les données |
| Canton de Charleville-Mézières-1             | 0804       |                      |                  | 15 071 (2022)                                    |                    | modifier les données                        |

Le canton de Charleville-Mézières-1 comprend :
1. 7 communes entières
2. La partie de la commune de Charleville-Mézières située à l'ouest et au nord d'une ligne définie par l'axe des voies et limites suivantes : depuis la limite territoriale de la commune de Warcq, cours de la Meuse, rue de la Prairie, ligne de chemin de fer, cours de la Meuse, prolongement en ligne droite de la rue du Port, rue du Port, avenue du Président-Vincent-Auriol, avenue du 91e-Régiment-d'Infanterie, route de Prix, jusqu'à la limite territoriale de la commune de Prix-lès-Mézières.

## Démographie
En 2022, le canton comptait 15 071 habitants, en évolution de −0,22 % par rapport à 2016 (Ardennes : −2,97 %, France hors Mayotte : +2,11 %).
| 2013   | 2018   | 2022   |
| ------ | ------ | ------ |
| 15 744 | 15 185 | 15 071 |